# بيبي لا بيو
بيبي لا بيو (بالإنجليزية: Pepé Le Pew)‏ هو شخصية خيالية من كارتون وارنر براذرز لووني تونز، حازت على جائزة الأكاديمية عام 1945، تمثل الشخصية ظربانا فرنسيا يتجول في أنحاء باريس بحثا عن الحب، لكنه دائما ما ينفر الجميع منه بسبب رائحته النتنة. لا يقبل بيبي الإجابة «لا» فيظن أن الفتيات يتعلقن به حتى لو قمن بضربه.

## مقدمة
قصص عروض بيبي نمطية، حيث يطارد بيبي ما يشتبه عليه أنها أنثى ظربان، بينما في الحقيقة هي قطة سوداء اللون (سميت لاحقا بينيلوبي بوسيكات) طلي ظهرها بخط أبيض بغير قصد، تهرب القطة منه بسبب رائحته ويبدأ بيبي بمطاردتها.

## تاريخ الشخصية
ابتكر تشاك جونز شخصية بيبي، وقال أن شخصيتها مبنية قليلا على شخصية أحد زملائه وهو المؤلف تيد بيرس، رجل النساء الذي لطالما ظن أن له سحر يجذبهن. صوت بيبي من تمثيل ميل بلانك المستند على شخصية بيبي لا موكو في فيلم ألجيرز (الجزائر) عام 1938. منتج الاستوديو إيدي سيلزار ظل يعلق بسخرية أن لا أحد سيضحك لتلك العروض، لكن ذلك لم يمنعه من استلام جائزة الأكاديمية لأحد أفلام بيبي بعد سنوات.
يتحدث بيبي بلكنة إنجليزية-فرنسية، حيث يضيف الكلمات الفرنسية إلى الكلام الإنجليزي، كإضافة Le (مثل: لا سكنك دي بيو "le skunk de pew")، المؤلف الذي يقف وراء هذه العبارات هو مايكل مالتيز.
صوت ميل بلانك الذي أعطاه لبيبي يشابه صوته وهو يمثل دور «البروفسور لا بلانك» مدرب الكمان في ذا جاك بيني بروغرام.
تشاك جونز كان قد قدم الشخصية باسم ستينكي في الفيلم القصير أودور-أيبل كيتي (1945)، حيث يستمر ستينكي بمطاردة قط مذكر تنكر بهيئة ظربان لمصلحة شخصية وبإرادته، وعلى نهاية الدعابة يتضح أن ستينكي هو ظربان أمريكي يدعى هنري (وله أسرة من زوجة وأطفال)، بعدها في الأفلام التالية بقي بيبي محافظا على لكنته، موطنه، وعزوبيته، وكانت الضحية المطاردة دائما أنثى.
الظهور الثاني المحتمل لبيبي كان في فير آند وورم-ار (تشاك جونز، 1946)، الظربان هنا لا يتكلم لكنه مشابه في تصرفاته وطريقة مشيه لبيبي.
ظربان آخر ظهر في فيلم لآرثر دايفس عام 1948 أودور أوف ذا دي، المطاردة الرومانسية مفقودة هنا حيث يتسابق بيبي ضد كلب على حجز مكان لقضاء ليلة شديدة البرودة، وهي من العروض النادرة التي يستخدم فيها بيبي (إن كان هو بالفعل) رائحته عن عمد. استخدم الظربان هذا السلاح في التخلص من فك قرش أيضا في فيلم توتشي آند غو.
بيبي ظهر بدور بسيط في دوغ باوندد (1954) حيث يتعلق بسيلفستر الذي طلى خطا أبيض على ظهره ليتجاوز مجموعة من الكلاب.

## الظهور في مواد أخرى
ظهر بيبي في فيلم لووني تونز: باك إن أكشن عندما تنتقل الأحداث إلى باريس، كما ظهر مسبقا في فيلم سبيس جام وهو فريمد روجر رابيت.
ظهر بيبي في تايني توون أدفنشر كمعلم لنسخة مصغرة من شخصيته فيفي لا فيوم.

## وصلات خارجية
- بيبي لا بيو على موقع ميوزك برينز (الإنجليزية)
- بيبي لا بيو على موقع ديسكوغز (الإنجليزية)

- موقع لووني تونز